# Beaulieu-sur-Dordogne
Beaulieu-sur-Dordogne (in occitano Bél Luéc) è un comune francese di 1 320 abitanti situato nel dipartimento della Corrèze nella regione della Nuova Aquitania.

## Società

### Evoluzione demografica
Abitanti censiti